# 瞳の奥をのぞかせて
「瞳の奥をのぞかせて」（ひとみのおくをのぞかせて）は、ポルノグラフィティの楽曲。2010年2月10日にSME Recordsより30作目のシングルとしてリリースされた。

## 概要
8thアルバム『∠TRIGGER』のリードシングルで、前作『アニマロッサ』から2か月半ぶりのリリース。
初動売上は初の5万枚割れで、当時の最低初動を記録（デビューシングル『アポロ』を除く）。週間オリコンシングルランキングも最高4位で、12thシングル『メリッサ』から29thシングル『アニマロッサ』まで続いた同チャート連続TOP3入りは18作でストップした。

## 収録曲
| 全作曲: 岡野昭仁、全編曲: ak.homma, Porno Graffitti。 |                        |           |            |      |
| #                                                     | タイトル               | 作詞      | 作曲・編曲 | 時間 |
| 1.                                                    | 「瞳の奥をのぞかせて」 | 新藤晴一  | 岡野昭仁   | 4:27 |
| 2.                                                    | 「Rainbow」            | 岡野昭仁  | 岡野昭仁   | 4:09 |
| 合計時間:                                             | 合計時間:              | 合計時間: | 8:36       |      |

## 楽曲解説
1. 瞳の奥をのぞかせて
  - テレビ朝日系ドラマ『宿命 1969-2010 -ワンス・アポン・ア・タイム・イン・東京-』主題歌。
  - 「ジョバイロ」以来となるドラマ主題歌で、ドラマの持つ「欲望」というテーマを受けて書き上げられた詞は、肌を重ねても瞳の奥を決してのぞかせない男性に対して女性の中で募っていく「葛藤」「焦燥感」といった感情が綴られている[1]。
  - 作曲を手掛けた岡野は「どんな人が聴いても聞き覚えがあるような、世界のどこかの国の伝統的な旋律と、ロックでポップなサビのメロディーとの融合みたいなイメージで書きましたね[1]」と語っており、仮歌詞ではマタドール（闘牛士）というワードも登場していたという[1]。
また、本楽曲の大きな特徴の一つであるNAOTOが奏でるフィドルによるメロディーは、プリプロでNAOTOがこのメロディーを弾いた瞬間に岡野の中でイメージにはあったが具現化できていなかった、ぼんやりとした音像が一気にはっきりしたといい[1]、後に「新藤や本間さん（ak.homma）、NAOTOさんらとイメージしていた世界観がマッチした滅多にない楽曲」と振り返っている[2]。
  - 自身初の東京ドーム公演『東京ロマンスポルノ'09 〜愛と青春の日々〜』（2009年11月28日）でタイトル未定の新曲として初披露され[3][4]、その際はギターソロがホーンによるアレンジとなっていた[1]。その10年後に行われた自身二度目の東京ドーム公演『"NIPPONロマンスポルノ'19 〜神vs神〜"』（2019年9月8日公演）では1コーラス目は岡野の弾き語り、その後はスペシャルゲストとして登場したNAOTOと岡野の2人によるセッションで披露された[5][6][7]。
2. Rainbow
  - 『天皇杯全国都道府県対抗男子駅伝競走大会』テーマソング[注釈 1]。
  - メンバーの故郷・広島県で毎年1月に開催される『天皇盃全国都道府県対抗男子駅伝競走大会（通称: ひろしま男子駅伝）』のテーマソングとして書き下ろした楽曲で、中学時代に陸上部に所属し、地元の因島や生口島、向島の駅伝大会に出場した経験を持つ岡野からランナーたちへ向けた爽快な応援歌[8][1]。
  - 詞曲を手掛けた岡野は"がむしゃら"感をイメージし、アコギを弾きながらフルテンションで歌い制作したという[1]。また、歌詞のテーマは「希望の象徴」として岡野の頭に思い浮かんだ「虹」で[1]、7区間を選手たちがたすきでつなぎ、チームがひとつになってゴールを目指す様を7色・7文字の「虹（Rainbow）」に例えている[注釈 2]。
  - 「歌詞の向いている方向がストレートな分、サウンド的に普遍的なバンドサウンドになるとストレートさがトゥーマッチになるような気がした」という理由から、打ち込みのリズムにギターもサンプリングするなど、一捻り加えたアレンジとなっている[1]。また、力強い重めのサウンドを生み出すために、新藤は初めて7弦ギターを使用している[1]。

## Additional Musicians
1. 瞳の奥をのぞかせて
  - Drums: 村石雅行
  - Bass: 根岸孝旨
  - Acoustic Guitar: 林部直樹
  - Violin: NAOTO
  - Strings: NAOTO Strings
  - Synthesist: 飯田高広
  - Piano, Organ, Tubular Bells & All Other Instruments: ak.homma
2. Rainbow
  - Synthesist: 飯田高広
  - Piano, Organ, Tubular Bells & All Other Instruments: ak.homma

## 収録作品
| タイトル           | 収録作品 |
| ------------------ | --- |
| 瞳の奥をのぞかせて | - アルバム - 8thアルバム『∠TRIGGER』 - ベストアルバム『PORNOGRAFFITTI 15th Anniversary "ALL TIME SINGLES"』 - ライヴ映像 - ライヴDVD/BD『"∠TARGET" LIVE IN JCB HALL 2010』 - ライヴDVD/BD『14thライヴサーキット "The dice are cast" Live in OSAKA-JO HALL 2015』 - ライヴDVD/BD『ポルノグラフィティ20th Anniversary Special Live Box』 - ライヴ音源 - ライヴアルバム『"NIPPONロマンスポルノ'19〜神vs神〜" DAY2 (LIVE)』 |
| Rainbow            | - ライヴ映像 - ライヴDVD/BD『"∠TARGET" LIVE IN JCB HALL 2010』 - ライヴDVD/BD『15thライヴサーキット "BUTTERFLY EFFECT" Live in KOBE KOKUSAI HALL 2018』 |